# 誰かが誰かに恋してる
『誰かが誰かに恋してる』は、1996年3月29日にTBSで放送されたスペシャルドラマ。
パソコン通信を通じて顔も知らない年齢もバラバラの男女の交流、恋愛を描いたストーリー。中居正広、堂本剛、東山紀之をはじめジャニーズ事務所のタレントが勢揃いした。

## あらすじ
便利屋をしていた主人公・石田健太郎（中居正広）がある日、景品としてパソコンを貰い、後輩の河本冬樹（堂本剛）に教えられ、パソコン通信に挑戦。チャットの世界にのめり込んでいくが、そこで知り合った人々と交流していく。チャットに参加するメンバーは皆、マドンナ的存在であるマリアに恋をしていたが、マリアは秘密を抱えていた。

## キャスト
- 鈴木芳江（ハンドルネーム：マダム/マリア）：森光子
- 石田健太郎（ハンドルネーム：愛の狩人）：中居正広
- 河村冬樹（ハンドルネーム：真実一路/桜吹雪）：堂本剛
- 安田武雄（ハンドルネーム：アリ）：東山紀之
- （ハンドルネーム：シェフ）：堺正章
- 泉ピン子
- （ハンドルネーム：おやじ）滝沢秀明
- 佐野瑞樹
- 正木慎也
- 渡辺えり子
- 生田智子
- 渡辺いっけい
- いかりや長介
- 寺脇康文
- 森公美子
- きんさんぎんさん
- 大沢啓二
- 武村正義
- （ハンドルネーム：青い鳥）：小林恵

## スタッフ
- 脚本：伴一彦[1]
- 演出：鴨下信一
- プロデューサー：塩川和則、横井直行
- 主題歌：山下達郎『高気圧ガール』『アトムの子』